# Drosophila spenceri
Drosophila spenceri är en tvåvingeart som beskrevs av Patterson 1943. Drosophila spenceri ingår i släktet Drosophila och familjen daggflugor.
Artens utbredningsområde är Mexiko.